# Діевтуріба

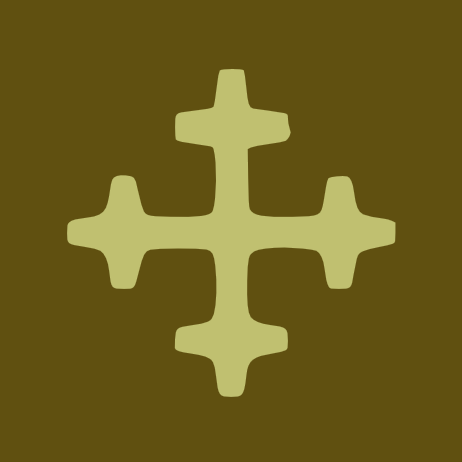
Символ

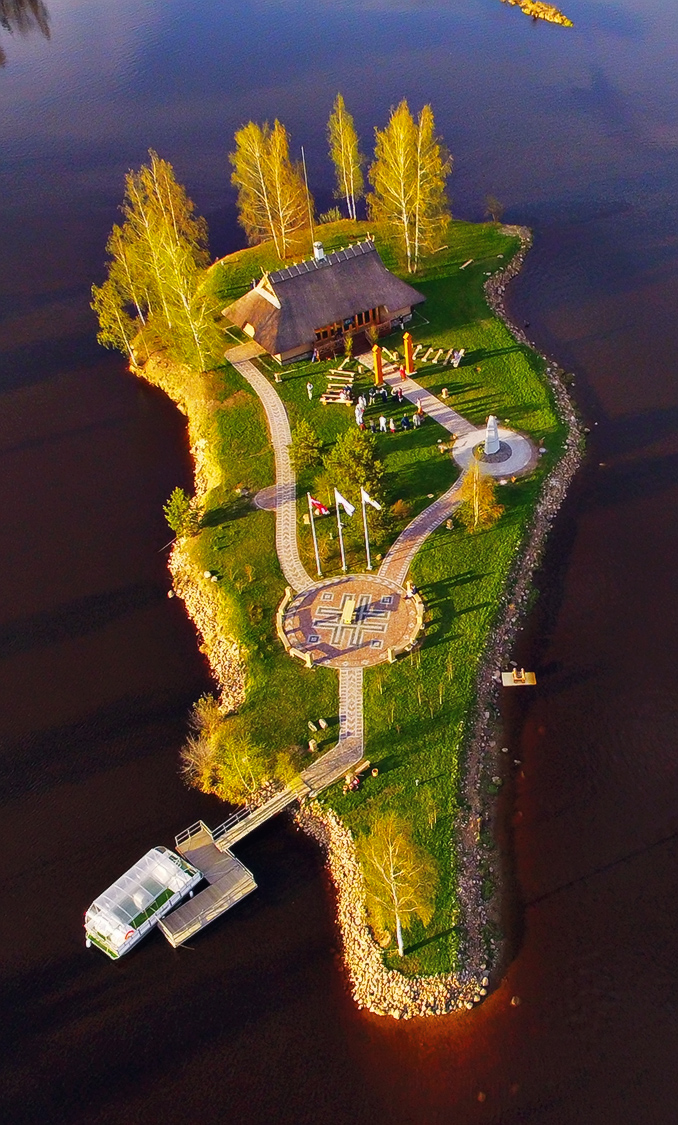
Локстенскій храм діевтуров

Діевтуріба (латис. Dievturība — «богопочитання», шанування Діеваса ) — латиський неоязичницький рух, виник у 1920-ті в Латвії. Послідовники руху називають себе «діевтурами» — «богопочитачами», основним завданням яких є реконструкція дохристиянських вірувань, що існували на території Латвії згідно з етнографічними, історичними та археологічними джерелами. 
Значне місце в діевтурібі займають елементи латиського фольклору, особливо Дайна. Як реконструкція сучасна діевтуріба відрізняється від язичництва древніх латиських племен.

## Історія
Рух засновано Е. Брастіньшем, який опублікував у 1925 році книжку «Відродження латиської діевтуріби». 
Після захоплення Латвії СРСР діевтури піддалися репресіям, але продовжили діяльність в еміграції. 
У 1990-і інтерес до діевтуріби в Латвії знову став рости, 2007 року було близько 650 активних прихильників . 
З 1920-х і до теперішнього часу ставлення до руху в латиському суспільстві неоднозначне.
Робота з відродження руху в Латвії почалася в 1986 році в рамках нового інтересу до латвійської історії та фольклору. Головною рушійною силою на цьому етапі був кераміст Едуард Детлавс (1919-1992). 18 квітня 1990 року "Дієтуріба" була офіційно перереєстрована як релігійна організація під назвою Latvijas Dievturu Sadraudze (Конгрегація латиських дієтурі; скорочено LDS).